# Porsche Carrera Cup Deutschland 2008

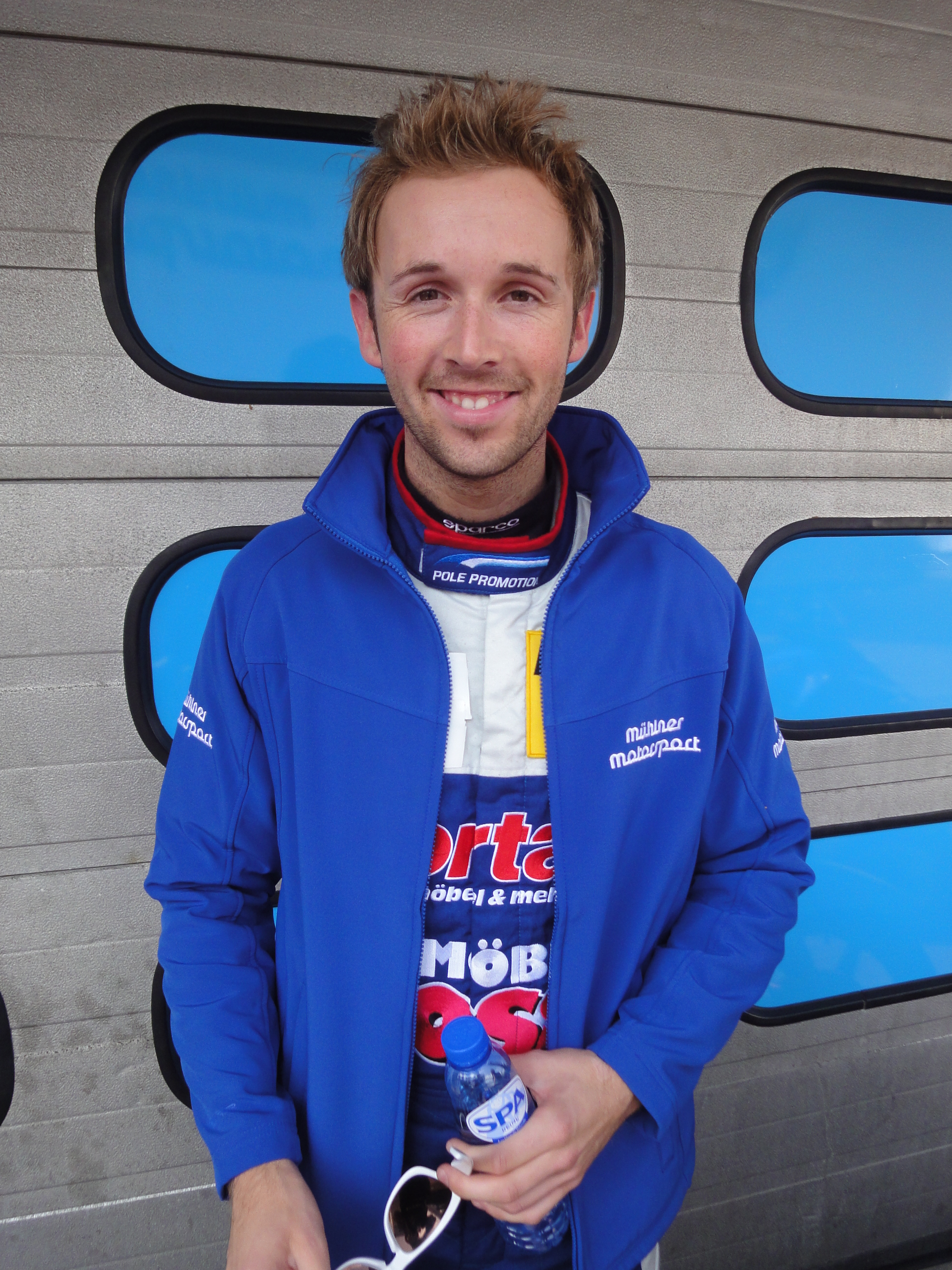
René Rast gewann 2008 die Meisterschaft (Foto von 2010)

Der Porsche Carrera Cup Deutschland 2008 war die 19. Saison des Porsche Carrera Cup Deutschland. Der erste Lauf der Markenmeisterschaft fand am 13. April 2008 und das Saisonfinale fand am 26. Oktober jeweils auf dem Hockenheimring statt.
Insgesamt wurden in dieser Saison neun Läufe in Deutschland, Italien, in den Niederlanden und Spanien ausgetragen. Die Rennen fanden im Rahmenprogramm der DTM statt.
Den Fahrertitel gewann René Rast mit 139 Punkten. Die Teamwertung gewann das MRS-Team.

## Starterfeld
Folgende Fahrer und Gastfahrer sind in der Saison gestartet:
| Nr. | Fahrer                  | Team                     | Rennwochenende |
| --- | ----------------------- | ------------------------ | -------------- |
| 1   | Martin Ragginger        | UPS Porsche-Junior Team  | alle           |
| 2   | Marco Holzer            | UPS Porsche-Junior Team  | alle           |
| 3   | Nicolas Armindo         | ARAXA Racing             | alle           |
| 4   | Carl-Olov Carlsson      | ARAXA Racing             | alle           |
| 5   | Robert Renauer          | Farnbacher RT            | alle           |
| 6   | Niclas Kentenich        | Farnbacher RT            | alle           |
| 7   | Tim Buijs               | Mamerow Racing           | 1, 3           |
| 7   | Jeroen Bleekemolen      | Mamerow Racing           | 2, 4, 5        |
| 7   | Pascal Kochem           | Mamerow Racing           | 6              |
| 7   | Lance David Arnold      | Mamerow Racing           | 7–9            |
| 8   | Christian Mamerow       | Mamerow Racing           | alle           |
| 9   | Jiří Janák              | Schnabel Engineering     | 1–8            |
| 9   | David Saelens           | Schnabel Engineering     | 9              |
| 10  | Hannes Plesse           | Schnabel Engineering     | alle           |
| 11  | Alex Davison            | Herberth Motorsport      | 1              |
| 11  | Uwe Alzen               | Herberth Motorsport      | 2–9            |
| 12  | Jörg Hardt              | Herberth Motorsport      | alle           |
| 14  | René Rast               | MRS-Team                 | alle           |
| 15  | Mario Josten            | MRS-Team                 | alle           |
| 16  | Pascal Kochem           | Eichin Racing            | 1–3            |
| 16  | Tim Buijs               | Eichin Racing            | 4–9            |
| 17  | Mike Verschuur          | Eichin Racing            | alle           |
| 18  | Jan Seyffarth           | SMS Seyffarth-Motorsport | alle           |
| 19  | Robert Lukas            | SMS Seyffarth-Motorsport | alle           |
| 20  | Patrick Hirsch          | Land Motorsport          | alle           |
| 21  | Andzej Dzikevic         | Land Motorsport          | alle           |
| 22  | Jiří Mičánek            | Mičának Motorsport       | alle           |
| 23  | Oleg Kesselman          | Mičának Motorsport       | alle           |
| 24  | Florian Stoll           | MS Racing                | alle           |
| 25  | Ivan Jacoma             | MS Racing                | alle           |
| 33  | Christian Abt           | tolimit                  | alle           |
| 44  | Christian Engelhart     | tolimit                  | alle           |
| 45  | Norbert Schratter       | MRS-Team                 | 9              |
| 46  | Swen Dolenc             | Eichin Racing            | 9              |
| 66  | Florian Scholze         | Online Leasing RT        | 1, 2, 4–9      |
| 66  | Christoph Schrezemmeier | Online Leasing RT        | 3              |
| 77  | Thomas Jäger            | Online Leasing RT        | alle           |
| 88  | Patrick Huisman         | Hermes ATTEMPTO Racing   | alle           |
| 99  | Philipp Wlazik          | Hermes ATTEMPTO Racing   | alle           |

      Gaststarter

## Rennkalender und Ergebnisse
| Runde | Rennstrecke    | Datum         | Pole-Position     | Schnellste Runde | Sieger          | Zweiter           | Dritter           |
| ----- | -------------- | ------------- | ----------------- | ---------------- | --------------- | ----------------- | ----------------- |
| 1     | Hockenheimring | 13. April     | René Rast         | Jan Seyffarth    | René Rast       | Christian Mamerow | Nicolas Armindo   |
| 2     | Oschersleben   | 20. April     | Jörg Hardt        | Uwe Alzen        | Jörg Hardt      | Christian Mamerow | Nicolas Armindo   |
| 3     | Mugello        | 4. Mai        | Uwe Alzen         | Uwe Alzen        | Uwe Alzen       | René Rast         | Nicolas Armindo   |
| 4     | Lausitzring    | 18. Mai       | René Rast         | Nicolas Armindo  | Jörg Hardt      | René Rast         | Thomas Jäger      |
| 5     | Norisring      | 29. Juni      | Nicolas Armindo   | Nicolas Armindo  | Nicolas Armindo | René Rast         | Christian Mamerow |
| 6     | Zandvoort      | 13. Juli      | Christian Mamerow | René Rast        | Jan Seyffarth   | Christian Mamerow | René Rast         |
| 7     | Nürburgring    | 27. Juli      | René Rast         | Jörg Hardt       | Jan Seyffarth   | Martin Ragginger  | Marco Holzer      |
| 8     | Barcelona      | 21. September | Jan Seyffarth     | René Rast        | Jan Seyffarth   | Marco Holzer      | René Rast         |
| 9     | Hockenheimring | 26. Oktober   | Marco Holzer      | Marco Holzer     | Marco Holzer    | Jörg Hardt        | Uwe Alzen         |

## Meisterschaftsergebnisse

### Punktesystem
Punkte wurden an die ersten 15 klassifizierten Fahrer in folgender Anzahl vergeben. Die Punkte von den Gaststartern wurden am Saisonende gestrichen, daher können gleiche Positionen unterschiedliche Punktwertungen aufweisen:
| Platz  | 1. | 2. | 3. | 4. | 5. | 6. | 7. | 8. | 9. | 10. | 11. | 12. | 13. | 14. | 15. |
| Punkte | 20 | 18 | 16 | 14 | 12 | 10 | 9  | 8  | 7  | 6   | 5   | 4   | 3   | 2   | 1   |

### Fahrerwertung
Insgesamt kamen 30 Fahrer in die Punktewertung.
| Platz                                       | Fahrer                  | HOC1 | OSC | MUG | LAU | NOR | ZAN | NÜR | CAT | HOC2 | Punkte |
| ------------------------------------------- | ----------------------- | ---- | --- | --- | --- | --- | --- | --- | --- | ---- | ------ |
| 1                                           | René Rast               | 1    | 6   | 2   | 2   | 2   | 3   | 7   | 3   | 4    | 139    |
| 2                                           | Jan Seyffarth           | 4    | 4   | 17  | 4   | 4   | 1   | 1   | 1   | 9    | 123    |
| 3                                           | Christian Mamerow       | 2    | 2   | 5   | 6   | 3   | 2   | 11  | 8   | 7    | 114    |
| 4                                           | Jörg Hardt              | DNF  | 1   | DNF | 1   | 6   | 5   | DNF | 5   | 2    | 92     |
| 5                                           | Marco Holzer            | 20   | 12  | 7   | 10  | 8   | 6   | 3   | 2   | 1    | 91     |
| 6                                           | Nicolas Armindo         | 3    | 3   | 3   | 14  | 1   | 24  | DNF | 6   | DSQ  | 90     |
| 7                                           | Martin Ragginger        | 9    | 9   | DNS | 9   | 7   | 7   | 2   | 4   | 8    | 90     |
| 8                                           | Patrick Huisman         | 5    | 5   | 8   | 5   | DNF | 9   | 6   | 10  | DSQ  | 67     |
| 9                                           | Uwe Alzen               |      | DNF | 1   | DNF | 5   | 4   | DNF | DNF | 3    | 62     |
| 10                                          | Thomas Jäger            | 11   | DNF | 6   | 3   | DNF | 20  | 8   | 7   | 6    | 59     |
| 11                                          | Jiří Janák              | 8    | 8   | 4   | 8   | 9   | DNF | 9   | 25  |      | 53     |
| 12                                          | Robert Renauer          | 23   | 22  | 9   | DNS | 15  | 16  | 4   | 9   | 5    | 41     |
| 13                                          | Mario Josten            | 21   | DNF | 10  | 21  | 12  | 10  | 10  | 12  | 15   | 28     |
| 14                                          | Christian Abt           | 10   | DNF | DNF | 12  | DNF | 8   | 19  | 15  | 13   | 24     |
| 15                                          | Lance David Arnold      |      |     |     |     |     |     | 5   | 24  | 11   | 18     |
| 16                                          | Niclas Kentenich        | 12   | DNF | 14  | 20  | 10  | 12  | 16  | 21  | 22   | 17     |
| 17                                          | Philipp Wlazik          | DSQ  | 7   | 19  | 15  | 11  | DNF | 18  | 16  | 18   | 15     |
| 18                                          | Jeroen Bleekemolen      |      | 11  |     | 7   | DNF |     |     |     |      | 14     |
| 19                                          | Christian Engelhart     | 18   | DNF | 15  | 11  | 20  | 11  | DNF | DNF | 14   | 14     |
| 20                                          | Pascal Kochem           | 6    | 13  | 25  |     |     | 18  |     |     |      | 13     |
| 21                                          | Patrick Hirsch          | 13   | 17  | DSQ | 13  | 17  | 15  | DNF | 11  | DNS  | 13     |
| 22                                          | Carl-Olov Carlsson      | DSQ  | 10  | 22  | DNF | 23  | 27  | 20  | 22  | 12   | 11     |
| 23                                          | Ivan Jacoma             | DSQ  | 21  | 11  | 18  | 19  | 21  | 13  | 17  | 16   | 9      |
| 24                                          | Tim Buijs               | 22   |     | 16  | DNF | 13  | 14  | 15  | 13  | 29   | 9      |
| 25                                          | Robert Lukas            | 15   | 14  | 18  | DNF | DNF | 17  | 12  | DNF | 17   | 8      |
| 26                                          | Florian Stoll           | 14   | 20  | 24  | 17  | 14  | 13  | DNF | DNF | 20   | 8      |
| 27                                          | Mike Verschuur          | 19   | 15  | 12  | DNF | 22  | DNF | DNF | 14  | 21   | 7      |
| 28                                          | Andzej Dzikevic         | DNF  | 18  | 13  | 23  | 18  | 22  | 21  | 18  | 19   | 3      |
| 29                                          | Hannes Plesse           | DNF  | 16  | DNF | 19  | 16  | 19  | 14  | 19  | 24   | 2      |
| 30                                          | Florian Scholze         | 16   | 19  |     | 22  | DNF | 26  | DNF | 20  | 23   | 1      |
| 31                                          | Jiří Mičánek            | 17   | 23  | 20  | 16  | DNF | 23  | DNF | DNF | 25   | 0      |
| 31                                          | Oleg Kesselman          | DSQ  | 24  | 21  | 24  | 21  | 25  | 17  | 23  | 27   | 0      |
| Gastfahrer ohne Meisterschaftspunktewertung |                         |      |     |     |     |     |     |     |     |      |        |
|                                             | Alex Davison            | 7    |     |     |     |     |     |     |     |      | 0      |
|                                             | David Saelens           |      |     |     |     |     |     |     |     | 10   | 0      |
|                                             | Christoph Schrezenmeier |      |     | 23  |     |     |     |     |     |      | 0      |
|                                             | Swen Dolenc             |      |     |     |     |     |     |     |     | 26   | 0      |
|                                             | Norbert Schratter       |      |     |     |     |     |     |     |     | 28   | 0      |
| Platz                                       | Fahrer                  | HOC1 | OSC | MUG | LAU | NOR | ZAN | NÜR | CAT | HOC2 | Punkte |

| Legende  | Legende            | Legende                                                          |
| Farbe    | Abkürzung          | Bedeutung                                                        |
| -------- | ------------------ | ---------------------------------------------------------------- |
| Gold     | –                  | Sieg                                                             |
| Silber   | –                  | 2. Platz                                                         |
| Bronze   | –                  | 3. Platz                                                         |
| Grün     | –                  | Platzierung in den Punkten                                       |
| Blau     | –                  | Klassifiziert außerhalb der Punkteränge                          |
| Violett  | DNF                | Rennen nicht beendet (did not finish)                            |
| Violett  | NC                 | nicht klassifiziert (not classified)                             |
| Rot      | DNQ                | nicht qualifiziert (did not qualify)                             |
| Rot      | DNPQ               | in Vorqualifikation gescheitert (did not pre-qualify)            |
| Schwarz  | DSQ                | disqualifiziert (disqualified)                                   |
| Weiß     | DNS                | nicht am Start (did not start)                                   |
| Weiß     | WD                 | zurückgezogen (withdrawn)                                        |
| Hellblau | PO                 | nur am Training teilgenommen (practiced only)                    |
| Hellblau | TD                 | Freitags-Testfahrer (test driver)                                |
| ohne     | DNP                | nicht am Training teilgenommen (did not practice)                |
| ohne     | INJ                | verletzt oder krank (injured)                                    |
| ohne     | EX                 | ausgeschlossen (excluded)                                        |
| ohne     | DNA                | nicht erschienen (did not arrive)                                |
| ohne     | C                  | Rennen abgesagt (cancelled)                                      |
| ohne     | keine WM-Teilnahme |                                                                  |
| sonstige | P/fett             | Pole-Position                                                    |
| sonstige | 1/2/3/4/5/6/7/8    | Punktplatzierung im Sprint-/Qualifikationsrennen                 |
| sonstige | SR/kursiv          | Schnellste Rennrunde                                             |
| sonstige | *                  | nicht im Ziel, aufgrund der zurückgelegten Distanz aber gewertet |
| sonstige | ()                 | Streichresultate                                                 |
| sonstige | unterstrichen      | Führender in der Gesamtwertung                                   |